# 服部直子
服部 直子（はっとり なおこ、現姓：野村、1988年5月5日 - ）は、愛知県出身の元バスケットボール選手、バスケットボール指導者である。ニックネームは「ユナ」。現役時代のポジションはセンター。

## 来歴
大府小学校でバスケを始め、大府中学校を経て、桜花学園高校へ進学。3年次にインターハイ・国体の二冠を獲得。
筑波大学に進学後も3年次にインカレ優勝を決めて優秀選手賞を獲得。ユニバーシアードや年代別の日本代表にも選ばれる。
卒業後の2011年、デンソーに入社。
2014年、引退。
2015年、結婚し秋田県に移住。
2016年、デンソー時代のコーチ小笠原真人がヘッドコーチを務める秋田銀行女子バスケットボール部のアシスタントコーチに就任。

## 経歴
- 桜花学園高校 - 筑波大学 - デンソー（2011年〜2014年）

## 日本代表歴
- 2006 アジアジュニア選手権
- 2007 U-19世界選手権
- 2009 ユニバーシアード